# Bunt (baseball)

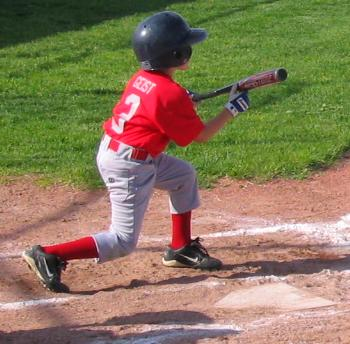
Próba skrótu w wykonaniu młodego baseballisty

Bunt (wym. [bʌnt] lub [bənt]; czasem zwany skrótem) – uderzenie w baseballu, podczas którego pałkarz odbija piłkę, nie wykonując zamachu kijem, ale przytrzymując go przed sobą. Zagranie to zazwyczaj ma na celu posłanie piłki na bardzo krótką odległość oraz zaskoczenie miotacza i łapacza, umożliwiając biegaczom zdobycie kolejnych baz.
Pałkarz chcący wykonać bunt przyjmuje normalną pozycję do odbicia, ale po narzucie, gdy piłka zbliża się do jego stanowiska, markuje zamach, po czym gwałtownie wyciąga kij przed siebie, starając się trafić w piłkę. Krótkie odbicie powoduje, że zaskoczeni łapacz i miotacz muszą poświęcić więcej czasu na przejęcie odbitej piłki i podanie jej do zawodników strzegących baz.
Zagranie bardzo często kończy się wyeliminowaniem pałkarza, za to zdobyciem baz przez biegaczy. Takie uderzenie nazywane jest sacrifice bunt, czyli "poświęceniem" się pałkarza dla zespołu.
Bunt w celu zdobycia pierwszej bazy rzadko kończy się powodzeniem, chyba że wyeliminowanie pałkarza nie jest w danej sytuacji priorytetem.